# کلودفلر
کلودفلر (انگلیسی: Cloudflare)، یک شرکت آمریکایی است که خدمات شبکه تحویل محتوا و کاهش حملات DDoS را فراهم می‌کند. کلودفلر عمدتاً به عنوان یک پراکسی معکوس برای وب سایت‌ها عمل می‌کند. دفتر مرکزی کلودفلر در سانفرانسیسکو، کالیفرنیا است، همراه با دفاتری در لندن، سنگاپور، شامپاین، آستین، بوستون و واشینگتن.
کلودفلر هم‌اکنون به بیش از ۲۰ میلیون سایت سرویس DNS ارائه می‌دهد که از معروف‌ترین آن‌ها می‌توان شرکت اوبر، OKCupid و فیت‌بیت را نام برد.
کلود فلر با شعار ساخت اینترنتی بهینه تر و امن تر، اقدام به سرویس دهی در سراسر جهان کرده و به کمک شبکه ای از سرورهای قدرتمند. بارگذاری، امنیت و بهینه‌سازی سایت‌ها را تسریع بخشیده، تا کاربران کیفیت بالاتری از دسترسی به شبکه جهانی اینترنت را تجربه کنند.

## تاریخچه
این شرکت توسط سه تن به نام‌های Matthew Prince ,Lee Holloway، و Michelle Zatlyn در سال ۲۰۰۹ در سان فرانسیسکو کالیفرنیا تأسیس شده‌است.

## اختلالات در ایران
از تابستان ۱۴۰۱ محدودیت‌های بر روی کلادفلر در ایران شکل گرفت که در جهت اهداف جلوگیری از دسترسی به اینترنت آزاد بوده است. بسیاری از کاربران ایرانی نسبت به این محدودیت‌ها گلایه دارند. 